# Atento
A Atento é uma empresa multinacional de contact center pertencente ao fundo de capital de risco Bain Capital, constituída no dia 7 de dezembro de 1999 e presente nos seguintes países: Espanha (a matriz), Argentina, Uruguai, Chile, Colômbia, El Salvador, Guatemala, Marrocos, Brasil, México, Peru, Porto Rico e Venezuela.

## Venda
Em 12 de outubro de 2012, a Telefónica de España vendeu a Atento a um grupo de companhias controladas pelo fundo de capital de risco Bain Capital.

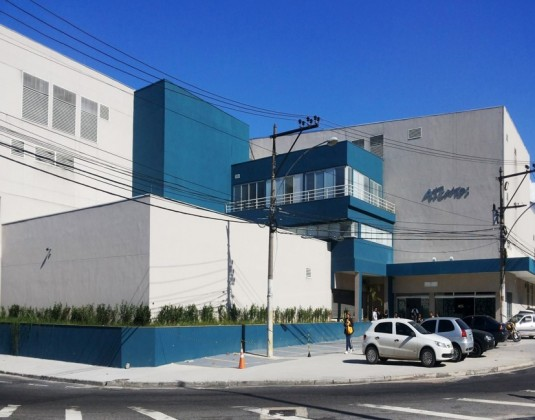
Call Center da Atento no bairro da Penha Circular,
Rio de Janeiro

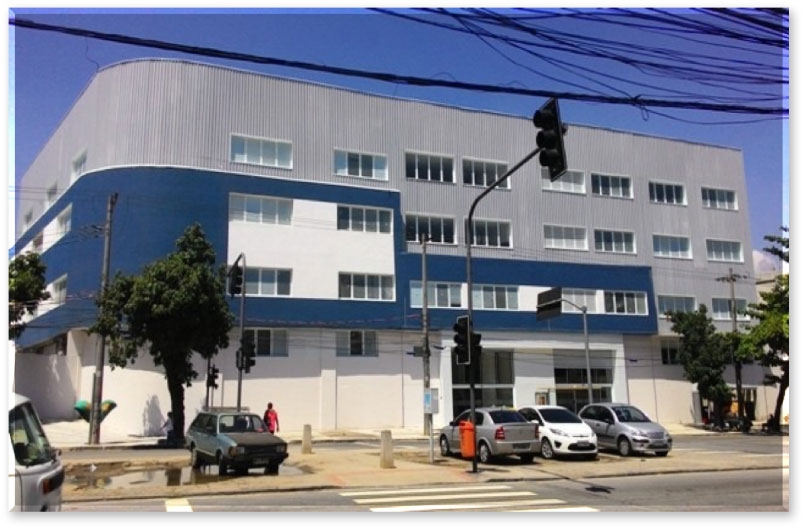
Call Center da Atento no bairro de Del Castilho, Rio de Janeiro